# Paksi FC
Paksi SE é uma equipe húngara de futebol com sede em Paks e fundada em 1952. Disputa a primeira divisão da Hungria (Campeonato Húngaro de Futebol).
Desde a sua fundação em 1952, o clube disputou em sua maioria divisões nacionais inferiores. Em 2006, subiu para à NB I, a primeira divisão do futebol húngaro, pela primeira vez. O auge do clube foi na temporada de 2010-11, sendo vice-campeão da NB I e tendo a classificação para as fases de play-offs da Liga Europa 2011-12.
Seus jogos são mandados no Stadion PSE, que possui capacidade para 5.000 espectadores.
 Campeonato Húngaro (vice-campeão): 1
- 2010–11